# Ada Feinberg-Sireni
Ada Feinberg-Sireni (hebrejsky: עדה פיינברג-סירני, narozena 22. dubna 1930) je izraelská politička a bývalá poslankyně Knesetu za stranu Ma'arach.

## Biografie
Narodila se v Římě v Itálii. V roce 1934 přesídlila do dnešního Izraele. Vystudovala základní a střední školu v Tel Avivu. Patří mezi zakladatele kibucu Jir'on.

## Politická dráha
Angažovala se ve skautském hnutí. Byla členkou výcvikové skupiny skautů napojené na židovské vojenské složky Palmach. Byla aktivní v hnutí ha-Kibuc ha-Me'uchad. V letech 1983–1986 byla koordinátorkou mládežnické sekce Kibucového hnutí. Učila na regionální škole.
V izraelském parlamentu zasedla po volbách v roce 1969, do nichž šla za Ma'arach. Nastoupila do parlamentního výboru pro veřejné služby a výboru pro vzdělávání a kulturu. Ve volbách v roce 1973 mandát neobhájila.